# Phrynopus kotosh
Espèce
Statut de conservation UICN

 DD  : Données insuffisantes
Phrynopus kotosh est une espèce d'amphibiens de la famille des Craugastoridae. 

## Répartition
Cette espèce est endémique de la province de Huánuco dans la région de Huánuco au Pérou. Elle se rencontre dans les environs de Huancapallac à environ 2 950 m d'altitude.

## Description
Les mâles mesurent de 14,6 à 17,4 mm et les femelles de 23,2 à 26,2 mm.

## Étymologie
Cette espèce est nommée en référence à la culture Kotosh.

## Publication originale
- Lehr, 2007 : New eleutherodactyline frogs (Leptodactylidae: Pristimantis, Phrynopus) from Peru. Bulletin of the Museum of Comparative Zoology, vol. 159, no 2, p. 145-178 (texte intégral).